# Glycymeris americana
Glycymeris americana är en musselart som först beskrevs av Jacques Louis Marin DeFrance 1829.  Glycymeris americana ingår i släktet Glycymeris och familjen Glycymerididae. Inga underarter finns listade i Catalogue of Life.